# Trevor Rabin (album)
Trevor Rabin is het wereldwijde debuutalbum van multi-instrumentalist Trevor Rabin. Het album is grotendeels opgenomen in de RPM Studios in Zuid-Afrika; Rabin is daar geboren. Voorafgaand aan dat album werd in Zuid-Afrika onder de titel Beginnings al een album uitgegeven met deels andere tracks.Rabin had net de band Rabbitt verlaten. OOR's Pop-encyclopedie (versie 1979) vergeleek het album met de muziek van Todd Rundgren (muren van gitaarmuziek).
Het album, waarop hij tevens muziekproducent is, werd uitgegeven door Chrysalis Records. Het werd afgemixt in de Wessex Studios. Het album Trevor Rabin kreeg in 1990 een versie op de Japanse compact disc Chrysalis TOCP-6355. In 2002 volgde via Voiceprint een nieuwe cd-versie, die bracht het echter uit onder de titel Beginnings. 

## Musici
- Trevor Rabin – Alle muziekinstrumenten met
- Kevin Kruger – drumstel, percussie
- Godfrey Rabin (vader) – viool op Love life

## Muziek
| Nr. | Titel                      | Duur |
| --- | -------------------------- | ---- |
| 1.  | Getting to know you better | 4:00 |
| 2.  | Finding me a way back home | 4:49 |
| 3.  | All I want is your love    | 3:40 |
| 4.  | Live a bit                 | 4:57 |
| 5.  | Fantasy                    | 3:22 |
| 6.  | Stay with me               | 3:52 |
| 7.  | Red desert                 | 3:52 |
| 8.  | Painted picture            | 3:31 |
| 9.  | Love life                  | 4:04 |

Beginnings bevatte de tracks: Getting to know you better (4;12), Stay with me (3:49), I love you (5:01), Love alone (2:13) en Love life (4:01) op de A-kant; Fantasy (3:19), Painted picture (3:36), Could there be (4:27), Live a bit (4:44) en Red desert (3:38) op de B-kant